# زانكت آوغستين
زانكت آوغُسْتِيْن (بالألمانية: Sankt Augustin) هي بلدة في منطقة راين سيغ [الإنجليزية] في ولاية شمال الراين-وستفاليا في ألمانيا. أُطلق عليها هذا الاسم تيمنًا بالقديس أوغسطينوس شفيع مبشرين الكلمة الإلهية (354-430). أنشأ المبشرون ديرًا بالقرب من وسط المدينة الحالي في عام 1913.
تأسست بلدية زانكت آوغُسْتِيْن في عام 1969، وفي 6 سبتمبر 1977 حصلت على امتيازات المدينة. تقع زانكت آوغُسْتِيْن على بعد ثمانية كيلومترات شمال شرق بون وثلاثة كيلومترات جنوب غرب زيغبورغ. يقدر عدد سكانها بـ 56,216 نسمة.

## المدن التوأمة
مدن مفسيرت تصيون ‏، غرانتهام و Szentes هي مدن توأمة لـزانكت آغستين.

## أعلام
- كلاوس كينكل